# Galeazzo Florimonte
Galeazzo Florimonte (in latino Galatheus Florimonte; Sessa Aurunca, 27 aprile 1484 – Sessa Aurunca, maggio 1565) è stato un vescovo cattolico italiano.

## Biografia
Fine umanista, letterato e riformatore, cittadino di Sessa Aurunca.
Fu introdotto agli studi da Agostino Nifo.
Fu nominato prima vescovo di Aquino da papa Paolo III e poi vescovo di Sessa Aurunca da papa Giulio III.
Famoso per aver ispirato a monsignor Giovanni Della Casa quel celebre libretto del vivere civile, il Galateo overo de' costumi, che proprio dal prelato sessano prese il nome di Galateo.